# Guido Marini
Guido Marini (ur. 31 stycznia 1965 w Genui) – włoski duchowny rzymskokatolicki, doktor prawa kanonicznego, mistrz papieskich ceremonii liturgicznych w latach 2007–2021, biskup diecezjalny tortoński od 2021.

## Życiorys
Urodził się 31 stycznia 1965 w Genui. Po zdaniu matury w Liceo Colombo, studiował w seminarium duchownym w Genui, gdzie zdobył tytuł licencjata teologii. 4 lutego 1989 przyjął święcenia kapłańskie z rąk kard. Giovanniego Canestri. Uzupełniał potem wykształcenie na Papieskich Uniwersytetach: Laterańskim – w zakresie prawa kanonicznego i cywilnego (JUD), przygotowując rozprawę na temat problemów stosunków państwo-kościół na początku XX wieku i Salezjańskim – w dziedzinie psychologii środków społecznego przekazu. W 2007 roku uzyskał dyplom z psychologii komunikacji.
W latach 1988–2003 był osobistym sekretarzem arcybiskupów Genui: kardynałów Giovanniego Canestriego, Dionigiego Tettamanziego i Tarcisia Bertonego. W latach 2003–2007 był też mistrzem ceremonii liturgicznych dwóch ostatnich metropolitów archidiecezji, a także kolejnego – kard. Angelo Bagnasco.
W latach 2003–2005 kierował archidiecezjalnym Urzędem ds. Wychowania i Szkoły, ze szczególnym uwzględnieniem nauczania religii katolickiej. W latach 1996–2001 był także członkiem Rady kapłańskiej, w latach 2004–2007 był kierownikiem duchowym seminarium w Genui, a w latach 2005–2007 był kanclerzem Kurii arcybiskupiej. Od 1992 wykładał prawo kanoniczne w genueńskiej sekcji Wydziału Teologicznego Północnych Włoch i w Wyższym Instytucie Nauk Religijnych.
Ogłosił wiele prac i artykułów z zakresu duchowości. Był także kierownikiem duchowym i duszpasterzem różnych grup młodzieżowych, jak również asystentem duchowym kilku żeńskich wspólnot zakonnych.
Od 1 października 2007 do 29 sierpnia 2021 sprawował urząd Mistrza Papieskich Ceremonii Liturgicznych. W związku z tym, podczas konklawe w dniach 12-13 marca 2013 pełnił funkcję notariusza.
W przemówieniu ze stycznia 2010 poparł wezwania do „reformy reformy” liturgii. Powiedział: „Od kilku lat w kręgach kościelnych słychać było kilka głosów mówiących o konieczności nowej odnowy liturgicznej”, dodając, że nowy ruch odnowy byłby „zdolny do przeprowadzenia reformy reformy, a raczej posunąć się o krok do przodu w zrozumieniu autentycznego ducha liturgii i jej celebracji”.
19 lutego 2014 papież Franciszek mianował go członkiem Kongregacji ds. Kościołów Wschodnich.
22 stycznia 2019 papież powierzył mu opiekę nad chórem Kaplicy Sykstyńskiej.
Pytany, czy przebywanie blisko papieża zmieniło jego życie, wyznał, że przede wszystkim stało się to błogosławieństwem dla jego wiary.

Za każdym razem, gdy zbliżam się do tego ubranego na biało człowieka, ogarniają mnie uczucia nie tylko ludzkie, ale przede wszystkim związane z wiarą. Innym darem jest dostrzeżenie złożoności i wielkości Kościoła. Tu, na Zachodzie przeżywamy pewne zmęczenie, ale w innych częściach świata widać wielką żywotność i rozkwit; tam się rozumie, że Duch Święty działa.

29 sierpnia 2021 papież Franciszek mianował go biskupem diecezjalnym diecezji tortońskiej. Święcenia biskupie otrzymał 17 października 2021 w bazylice św. Piotra na Watykanie. Głównym konsekratorem był papież Franciszek, a współkonsekratorami arcybiskupi Marco Tasca, metropolita Genui i Vittorio Viola, sekretarz Kongregacji ds. Kultu Bożego i Dyscypliny Sakramentów. Jako zawołanie biskupie przyjął słowa „Emitte Spiritum Tuum” (Ześlij Ducha Twego). Ingres do katedry w Tortonie, w trakcie którego kanonicznie objął urząd, odbył się 7 listopada 2021.

## Publikacje
- 2000: Dio mi basta. Monsignor Tommaso Reggio, ISBN 978-88-211-7236-6
- 2001: Ascolta le parole della mia bocca, ISBN 978-88-8441-011-5
- 2001: O Trinità che adoro! Il mistero di Dio rivelato da Gesù, ISBN 978-88-8441-008-5
- 2007: Per amore del cuore di Gesù, ISBN 978-88-8441-033-7
- 2004: Conquistato dal Tuo mistero ti cerco, ISBN 978-88-8441-053-5
- 2010: Sługa Liturgii, ISBN 978-83-930176-2-1
- 2010: La libertà è amore. Madre Eugenia Ravasco, ISBN 978-88-215-6693-6
- 2011: Liturgical Reflections of a Papal Master of Ceremonies, ISBN 978-0-9778846-5-0
- 2013: Liturgia. Gloria di Dio, santificazione dell'uomo, ISBN 978-88-215-7650-8
- 2016: Alla luce Signore vediamo la luce, ISBN 978-88-6929-161-6
- 2018: L'amore ci sospinge. Rinnovare il sì al Signore davanti alla sua Parola, ISBN 978-88-6929-157-9
- 2018: La gioia del Natale, ISBN 978-88-6929-348-1
- 2019: Il Rosario meditato, ISBN 978-88-6929-363-4
- 2019: La meraviglia della Pasqua, ISBN 978-88-6929-361-0
- 2020: O Trinità che adoro! Il mistero di Dio rivelato da Gesù, ISBN 978-88-6929-572-0

## Ordery i odznaczenia
- Wielki Oficer Orderu Chrystusa – 11 maja 2010.